# سیارک ۴۸۹

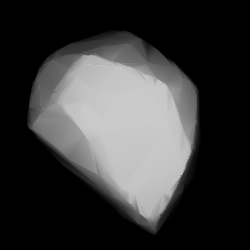
مدل سه‌بُعدی سیارک ۴۸۹ بر طبق منحنی نور آن

سیارک ۴۸۹ (به انگلیسی: 489 Comacina، نامگذاری:1902JM) چهارصد و هشتاد و نهمین سیارک کشف شده‌است که در ۲ سپتامبر ۱۹۰۲ و در هایدلبرگ کشف شد.
قدر مطلق سیارک برابر ۸٫۳۲ است.